# Саженец
Саженец — это молодое дерево, кустарник или лиана,  выращенное из сеянца или черенка и используемое в дальнейшем для посадки на постоянное место. Как правило выращенное в искусственных условиях в питомниках. Может выращиваться с закрытой или открытой корневой системой, а также в теплицах или под навесами из притеняющей сетки.

## Методы размножения саженцев

### Вегетативное размножение
Бесполое размножение, заключающееся в образовании нового организма не из семян, а из части материнского растения. В основе вегетативного размножения лежит его способность к регенерации, восстановление утраченных или поврежденных частей и к развитию 
целого растения из отдельных частей. Разномножение прививкой также относится к вегетативному размножению.

### Генеративное размножение
Размножение семенами. Преимущество размножения семенами в том, что семя защищено от многих вирусов и грибков. Но само размножение не передаёт полностью сортовые характеристики материнского растения.

## Питомник для выращивания саженцев

### Плодовые питомники
Участок, где производится выращивание посадочного материала. В состав питомника входят:
- маточные насаждения, предназначенные для получения черенков привоя или черенков для выращивания корнесобственных саженцев. Закладываются только районированными сортами, на производстве посадочного материала которых данный питомник специализируется.
- прививочные мастерские, теплицы для стратификации, помещения и траншеи для закалки прививок.
- помещение для хранения черенков и саженцев.
- участок, предназначенный для выращивания корнесобственных или привитых саженцев, разделенных на поля севооборота.

В задачу питомника входят выращивание черенков привоя и подвоя и саженцев высокого качества, отвечающих установленному стандарту, с гарантированной чистосортностью и правильным соотношением сортов.

### Декоративные и лесные питомники
Декоративные питомники имеют специальное назначение: в них выращивают растения для посадки в приусадебном участке. Эти предприятия, как правило относятся к лесному хозяйству. Существует некоторые сходство между обычными и лесными питомниками, но в лесных питомниках прививками и окулировками в основном не занимаются. В практике часто бывает, что сеянцы для обычных питомников поставляются из школки лесных питомников.